# Heinrich Brant

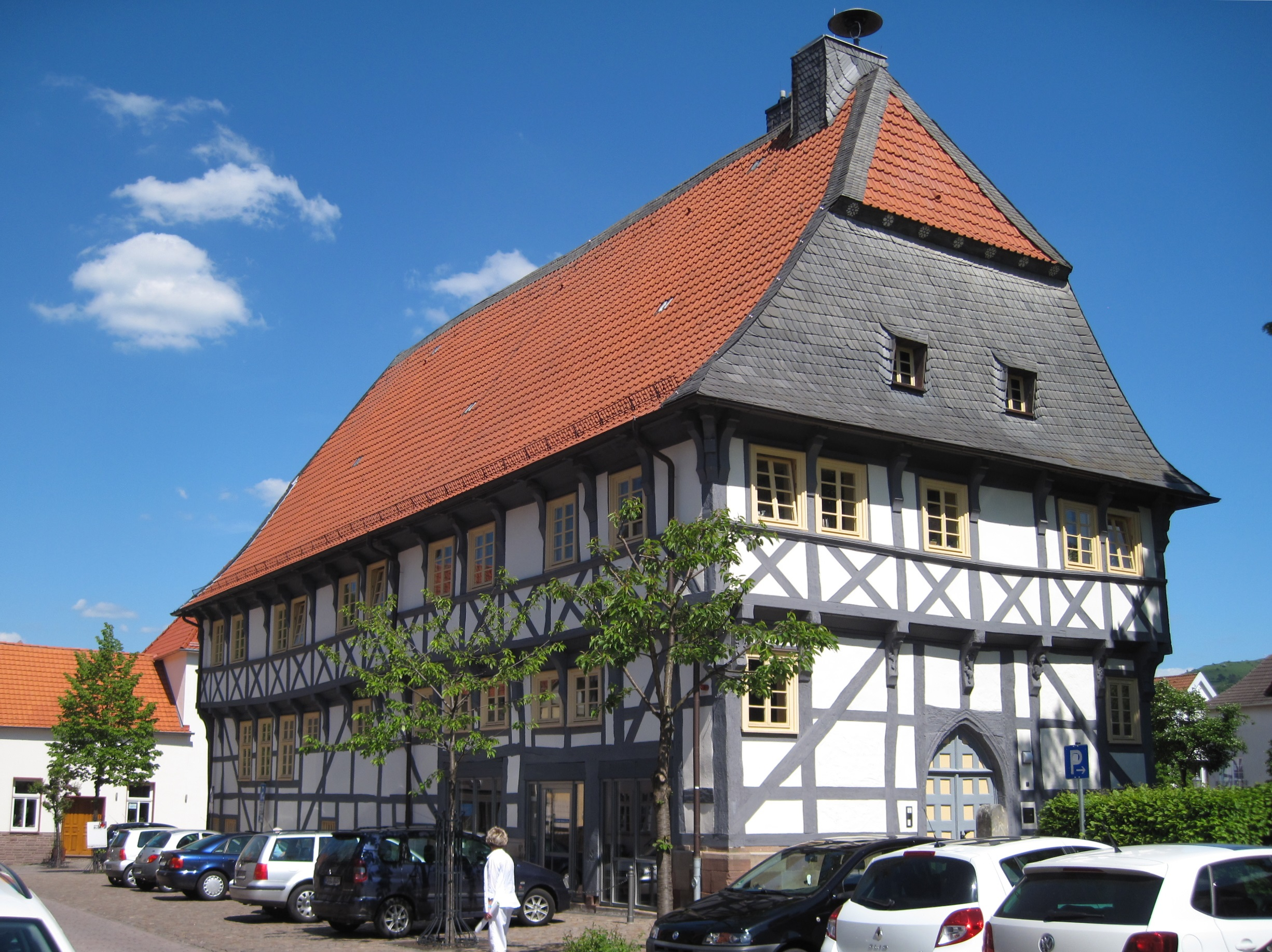
Rathaus in Zierenberg

Heinrich Brant war ein deutscher Baumeister der Spätgotik.

## Leben
Von ihm ist einzig bekannt, dass er 1450 das Rathaus in Zierenberg bei Kassel erbaute. Das Zierenberger Rathaus ist der älteste datierte Fachwerkbau in Hessen. Eine Zunftmarke am Südost-Giebel des Fachwerkbaus benennt ihn als Baumeister.